# Erzgebirgskrimi
Erzgebirgskrimi è una serie televisiva tedesca di genere poliziesco, prodotta da NFP Neue Film Produktion  e in onda dal 2019 sull'emittente ZDF. Protagonisti della serie sono Kai Scheve e Lara Mandoki; altri interpreti sono Stephan Lucas, Adina Vetter, Adrian Topol, Teresa Weißbach e Andreas Schmidt-Schaller.
Della serie sono andati in onda 7 episodi in formato di film TV: il primo episodio fu trasmesso in prima visione 9 novembre 2019. .

## Trama
Nell'area dei Monti Metalliferi (Erzgebirge) si verificano vari omicidi: a occuparsi delle indagini sono la poliziotta Karina Szabó, dapprima assieme al commissario capo Adam, poi al commissario Winkler, giunto nella sua terra di origine da Brema in sostituzione del collega.

## Personaggi e interpreti
- Commissario Capo Robert Winkler, interpretato da Kai Scheve (ep. 2-presente).[2][3].
- Commissario Capo Adam, interpretato da Stephan Lucas (ep. 1)[2]
- Lara Mandoki: Karina Szabó (ep. 1-presente).[2][3].Assistente del commissario, è di origine ungherese.[3]
- Charlotte von Sellin, interpretata da Adina Vetter (ep. 1-4).[2][3]. È il medico legale.[1][3]
- Maik Baumann, interpretato da Adrian Topol (ep. 1-presente). È il tecnico della scientifica e il fidanzato di Karina.
- Saskia Bergelt, interpretata da Teresa Weißbach (ep. 1-presente).[2][3] È la guardia forestale.[3]
- Georg Bergelt, interpretato da Andreas Schmidt-Schaller.[2][3]  È il padre di Saskia.[3]

## Episodi
| Nr | Titolo originale         | Titolo italiano | Prima TV Germania                                   | Prima TV Italia |
| -- | ------------------------ | --------------- | --------------------------------------------------- | --------------- |
| 1  | Der Tote im Stollen      | inedito         | 9 novembre 2019                                     | inedito         |
| 2  | Tödlicher Akkord         | inedito         | 7 marzo 2020                                        | inedito         |
| 3  | Der Tote im Burggraben   | inedito         | 16 aprile 2021 (streaming) /17 aprile 2021          | inedito         |
| 4  | Der letzte Bissen        | inedito         | 9 ottobre 2021 (streaming)/16 ottobre 2021 (TV)     | inedito         |
| 5  | Verhägnisvolle Recherche | inedito         | 12 febbraio 2022 (streaming) /19 febbraio 2022 (TV) | inedito         |
| 6  | Tödliche Abrechnung      | inedito         | 6 agosto 2022 (streaming)/13 agosto 2022 (TV)       | inedito         |
| 7  | Ein Mord zu Weihnachten  | inedito         | 14 dicembre 2022 (streaming)/21 dicembre 2022 (TV)  | inedito         |

## Ascolti
L'episodio che ha totalizzato i migliori ascolti è stato il terzo, intitolato Der Tote im Burggraben e trasmesso il 17 aprile 2021, che fu seguito da 7,97 milioni di telespettatori (con uno share del 9,7%).